# Брокгауз — Ефрон (издательство)
Брокга́уз и Ефро́н (полное название Акционерное издательское общество Ф. А. Брокгауз — И. А. Ефрон) — российское, а затем советское издательство, существовавшее в 1889—1930 годы. Известно благодаря своим энциклопедическим изданиям.

## История
Основано в Санкт-Петербурге в 1889 году типографом Ильёй Ефроном по инициативе профессора Семёна Венгерова и при участии немецкого издательства F. A. Brockhaus, основанного Фридрихом Арнольдом Брокгаузом в 1805 году. Издательство располагалось в Санкт-Петербурге, в Прачечном переулке, 6.
Первоначальной целью издательства был выпуск «Энциклопедического словаря», для которого был отлит особый шрифт. Прототипом «Энциклопедического словаря» был взят известный, уже вышедший к тому времени в Германии 13-м изданием «Konversations-Lexikon» Брокгауза. Размер словаря был намечен в 16—18 томов, но уже с 3-го тома план издания был расширен: увеличено количество слов и статей, отсутствующих в немецком оригинале, и в соответствии с этим число томов поднялось до 43 (82 основных полутома и 4 дополнительных).
Редактором первых 8 полутомов был профессор Иван Андреевский, остальных — Константин Арсеньев и Фёдор Петрушевский. В числе редакторов отделов были: С. А. Венгеров, Н. И. Кареев, Д. И. Менделеев, Э. Л. Радлов, В. С. Соловьёв, И. И. Янжул и др. В написании «Энциклопедического словаря» принимали участие в качестве авторов видные представители науки того времени. Первое издание словаря печаталось 16 лет (до 1907) и достигло тиража 75 000 экземпляров. Словарь стал крупнейшим и наиболее популярным универсальным справочным изданием в дореволюционной России.
Успех «Энциклопедического словаря» побудил издательство выпускать и другие издания. Помимо этого словаря издательство Брокгауз и Ефрон выпустило несколько изданий «Малого Энциклопедического словаря» (сначала в двух, потом в 4 томах), тираж которого достигал 150 000 экз., «Еврейскую энциклопедию», «Энциклопедию практической медицины», популярную серию книг под названиями: «Библиотека самообразования», «Библиотека промышленных знаний» (под ред. Д. И. Менделеева), «Библиотека естествознания», состоящая из капитальных трудов по естествознанию Литрова, Мензбира, Ратцеля, Розенталя, Шарпа и др., серии книг под названиями: «История Европы по эпохам и странам» (ред. Н. И. Кареева и И. В. Лучицкого), «Общая история европейской культуры», «Родоначальники позитивизма» и др.
В начале 1910-х годов издательство было преобразовано в Акционерное общество «Издательское дело». В 1911 году было предпринято второе (улучшенное) издание универсальной энциклопедии, но из 48 намеченных томов вышло только 29.
Не раз издательство Брокгауза и Ефрона начинало выпускать и периодические издания, напр.: «Вестник самообразования», «Педагогическая мысль» и др. Особо следует отметить: Обермайера — «Человек», Вельфлина — «Искусство», Реклю — «Человек и земля», Успенского — «История Византийской империи» (не закончена) и «Библиотеку великих писателей», состоящую из собрания сочинений Пушкина (6 тт.), Байрона (3 тт.), Мольера (2 тт.), Шиллера (4 тт.) и Шекспира (5 тт.).
Дореволюционная продукция издательства (около 10 млн оттисков в год) — издания капитальные, многотомные и многотиражные, получившие широкое распространение путём подписки и льготной рассрочки.
В апреле 1917 года умирает И. А. Ефрон, руководство издательством перешло к А. Ф. Перельману, выкупившему его у эмигрировавшего сына владельца — Альберта Ильича Ефрона. К тому времени было издано 236 наименований книг, преимущественно гуманитарной направленности.
После революции при национализации книжного дела издательству Брокгауза и Ефрона как предприятию, имеющему несомненные заслуги перед культурой страны, была предоставлена возможность продолжать свою деятельность. Директором издательства до его закрытия в 1930 году оставался его последний владелец А. Ф. Перельман. Продукция издательства после 1917 года, хотя и не имела прежних капитальных изданий, но по качеству (техника и содержание) стояла на высоком уровне.
C 1919 года издательство действовало под маркой «Б. — Е.», выпустив ряд изданий: «Петербург Достоевского» Н. П. Анциферова; «Пушкин в театральных креслах» Л. П. Гроссмана; «Классический Восток» Б. А. Тураева и другие; серию биографий «Образы человечества»; стихи С. Я. Маршака «Приключения стола и стула», ряд книг по искусству (Лансере, Вальдгауер, Никольский, Радлов, Тройницкий). Большое внимание в последнее время издательство уделяло педагогическим исканиям (Дальтон-план, краеведение в школе и проч.) и учебным пособиям.
В 1930 году издательство прекратило существование.